# Bombaški napad na poštu u Napulju 1943.
Bombaški napad na poštu u Napulju dogodilo se 7. listopada 1943., nakon što je američka Peta armija zauzela Napulj (1. listopada) i stigla do rijeke Volturno (6. listopada). Palazzo delle Poste, impozantna građevina, dovršena 1936. nalazi se u središtu grada, a opljačkale su je nacističke trupe tijekom okupacije. Nakon njihova povlačenja, okupirale su je obitelji koje su ostale bez domova zbog bombardiranja i razaranja grada. To se dogodilo tijekom ustanka koji je bio poznat kao "Četiri dana Napulja " koji se dogodio nekoliko tjedana ranije. Tog jutra niz silovitih eksplozija zahvatio je zgradu i prouzročio veliku štetu na okolnim zgradama i smrt više od 100 ljudi, uključujući žene, djecu i pripadnike jedinice 82. zračno-desantne divizije. Jedinicom je zapovijedao general Matthew B. Ridgway. Istragom je utvrđeno da je eksplozija bila posljedica nekoliko tempiranih bombi koje su Nijemci postavili šest dana ranije.
Reporter časopisa Time and Life, Will Lang Jr. je bio bliže od 100 metara od eksplozije kada se dogodila. Udarni val ga je bacio na tlo, a od udarca mu je iščašena desna ruka. Fotograf časopisa LIFE, Robert Capa, i fotograf Acme Newsa, Charles Corte, počeli su fotografirati uništenu poštu i pokolj na ulicama. Jedan od prisutnih liječnika bio je brigadni general Edgar Hume čiji se ured nalazio preko puta pošte.

## Vanjske poveznice
|  | Zajednički poslužitelj ima još gradiva o temi Bombaški napad na poštu u Napulju 1943. |